# LOOP
LOOP（株式会社ループ、英: LOOP inc.）は、東京都港区に本社を置くビーインググループ傘下の企業で倉木麻衣個人のマネージメント会社である。

## 会社概要
升田が社長になる以前、倉木麻衣のマネージャーとして有名で『トーマス』と呼ばれ、ライブ会場の出待ちではトーマスコールがかかるほど名物MCを展開していた。
また創業者の長戸大幸が退任後ビーインググループの代表取締役社長も務めている。
White Dreamに出資している。

## アーティスト部門
倉木麻衣専属マネージメントオフィスとして、1999年4月に設立されたが、その後に他のアーティストも所属していた。しかし、現在の所属者は倉木麻衣のみであり、後述含む全体を通じると倉木の個人事務所に変遷したことになる。

## モデル・タレント部門
倉木麻衣専属マネージメントオフィスとして、1999年4月に設立されたが、途中よりモデル・タレント部門を設立し、モデル・タレント・俳優の育成にも力を入れ始めた。これまで、音楽部門一筋だったビーイングの形を典型的に覆す形となり、違った一面を見せるきっかけとなったが、2009年2月28日をもってタレント部門の閉鎖が発表され、タレント部は系列の『White Dream』へ移行する。なお、川原真琴、高木李湖は三輪事務所へ移籍、石井琴里はタレント活動引退、麻亜里も引退となったが後に芸能界に復帰している。

## 所属アーティスト
- 倉木麻衣

## 過去に所属していたアーティスト・タレント・モデル
- 石井琴里
- 川原真琴
- 栗川太一
- 矢田達也（現 林田達也／G-STAR.PROへ移籍し、2016年まで純烈のメンバーとして活動した後に介護離職のためグループを卒業、芸能界引退）
- 栗田美紀
- 近藤日菜
- 杉本瞳（現 秋葉里枝）
- 高木李湖
- 田中紗里弥
- 千田光
- 立花未樹（現 宮田麻里乃）
- 滴草由実（White Dreamへ移籍）
- 竹井詩織里（一般企業へ就職）
- 麻亜里（White Dreamへ移籍）
- 上原あずみ（2010年7月契約解除）